# Oh! Where Is My Wandering Boy Tonight
Oh! Where Is My Wandering Boy Tonight  (o Where Is My Wandering Boy Tonight?) è un cortometraggio muto del 1915 diretto da John H. Collins.

## Produzione
Il film fu prodotto dalla Edison Manufacturing Company.

## Distribuzione
Distribuito dalla General Film Company, il film - un cortometraggio in due bobine - uscì nelle sale cinematografiche USA il 5 febbraio 1915.